# Цилимово
Цилимово — деревня в Чухломском муниципальном районе Костромской области. Входит в состав Повалихинского сельского поселения

## География
Находится в северной части Костромской области на расстоянии приблизительно 19 км на север-северо-восток по прямой от города Чухлома, административного центра района.

## История
По местным данным деревня упоминается с 1615 года. В годы коллективизации первый колхоз назывался здесь «Ответ кулаку», позднее работали «Искра», «Пролетарий» и им.Ворошилова. В 1975 году здесь еще было 12 домов.

## Население
Постоянное население составляло 9 человек в 2002 году (русские 100 %), 4 в 2022.